# Примката на призрака
„Примката на призрака“ е новела на ужасите на Хенри Джеймс, която за първи път се появява серийно в списание „Колиърс уийкли“ (Collier's Weekly) в периода 27 януари – 16 април 1898 г. През октомври 1898 г. отделните части на новелата са събрани и публикувани. Историята проследява гувернантка, която, грижейки се за две деца в отдалечено имение, започва да вярва, че то е обитавано от духове. „Примката на призрака“ се счита за произведение както на готическата литература, така и на ужасите.
През века след публикуването на новелата критическото ѝ възприятие претърпява няколко големи трансформации. Първоначалните рецензии я разглеждат само като страшна история за призраци, но през 30-те години на миналия век някои критици започват да предлагат нов прочит, според който свръхестествените елементи са плод на въображението на гувернантката. В началото на 70-те години под влиянието на структурализма се стига до заключението, че двусмислието на текста е неговата най-важна характеристика. По-късните подходи при тълкуването на текста включват марксистки и феминистки прочит.
Новелата е адаптирана многократно, включително като пиеса за Бродуей (1950 г.), камерна опера (1954 г.), филми (през 1961 г. и 2020 г.) и минисериал (2020 г.).

## Сюжет

### Резюме
На Бъдни вечер безименен разказвач и негови приятели са се събрали около огъня. Един от тях, Дъглас, прочита ръкопис, написан от покойната гувернантка на сестра му. Ръкописът разказва историята как тя е била наета от мъж, за да се грижи за поверените му млади племенница и племенник след смъртта на родителите им. Мъжът живее в Лондон, но има имение в Блай, Есекс. Момчето Майлс посещава интернат, докато по-малката му сестра Флора живее в Блай, където за нея се грижи икономката г-жа Гроус. Чичото на децата и нов работодател на гувернантката не се интересува грижите за тях и изцяло ѝ ги поверява, като изрично казва, че тя не бива да го безпокои за каквато и да е било. Гувернантката заминава за Блай и започва да изпълнява задълженията си.
Майлс се връща от училище за лятната ваканция малко след като пристига писмо от директора му, в което се казва, че той е бил изключен. Майлс никога не споменава въпроса и гувернантката се притеснява да го повдигне. Тя се страхува, че зад изгонването се крие някаква ужасна тайна, но е твърде очарована от момчето, за да иска да повдигне темата. Скоро след това гувернантката започва да вижда из имението фигурите на мъж и жена, които не разпознава. Фигурите се появяват и изчезват свободно, без да бъдат забелязани от други членове на домакинството, и за гувернантката изглеждат свръхестествени. Тя научава от г-жа Граус, че предишната гувернантката г-ца Джесъл, и друг служител на име Питър Куинт, са имали близки отношения. Преди смъртта си Джесъл и Куинт са прекарвали голяма част от времето си с Флора и Майлс и гувернантката е убедена, че двете деца са наясно с присъствието на призраците.
Флора напуска къщата без разрешение, докато Майлс свири на пиано за гувернантката. Гувернантката забелязва отсъствието на Флора и тръгва да я търси с г-жа Граус. Намират Флора на брега на близкото езеро и гувернантката е убедена, че Флора е говорила с призрака на госпожица Джесъл. Когато гувернантката най-накрая пита Флора за това, момичето отрича да е виждала г-ца Джесъл и моли да не се вижда повече с новата гувернантка. Г-жа Граус отвежда Флора при чичо ѝ, като оставя гувернантката и Майлс в имението. Същата вечер той най-накрая говори с нея за изгонването си от училище. Призракът на Куинт се явява на прозореца. Гувернантката предпазва Майлс, който се опитва да види призрака. Тя казва на Майлс, че той вече не е под контрола на призрака, и след това установява, че Майлс е умрял в нейните ръце.

### Подробен преразказ
Въведени сме в разказа чрез повествователна рамка – група хора са се събрали навръх Бъдни вечер в старо имение и прекарват вечерите си край камината, като си разказват страшни истории. Една от историите – за зловещо видение, което се явява на малко момче, подтиква Дъглас, един от събралите се, да сподели история, която се е случила на гувернантката на сестра му. Вместо да я преразкаже той обяснява, че пази ръкописа, който гувернантката му е завещала преди да почине, и ще трябва да пише на прислужника си да го изпрати по пощата. Всички присъстващи са заинтригувани и се съгласяват да изчакат пристигането на ръкописа по пощата няколко дни по-късно.
Преди да се впусне в четенето на разказа Дъглас обяснява, че гувернантката е била умна и прекрасна жена, десет години по-възрастна от него, двамата са се сближили, когато той се прибира вкъщи през втората година от следването си в Тринити Kолидж. Тогава тя се осмелява да сподели с него въпросната история, която не е разказвала на никого. Дъглас от своя страна също пази нейната история и не я споделя с никого до въпросното събиране.
Той започва разказа с встъплението, че гувернантката е била най-малката от няколко дъщери на беден енорийски свещеник от Хампшър и е започнала да работи като учителка едва двайсетгодишна. Тя пристигнала в Лондон, за да кандидатства за обявление за позицията на гувернантка. Среща се с бъдещия си работодател – „джентълмен, ерген в разцвета на силите си“, в къщата му на Харли Стрийт. Той ѝ обяснява, че ненадейно е станал настойник на малкия си племенник и племенница – деца на неговия по-млад брат, военен, поради смъртта на родителите им в Индия преди две години. Това се оказва непосилна тежест и отговорност за него, затова изпраща децата да живеят в извънградската му къща в Есекс – имението Блай. Чичото изпраща там най-свестните си слуги, в т.ч. бившата лична прислужница на майка си г-жа Гроус, която изпълнявала задълженията на икономка и надзорница на малкото момиче. Момчето – Майлс, от една година учи в интернат и скоро очакват да се върне в Блай за лятната ваканция. В имението има още „готвачка, прислужница, млекарка, старо пони, стар коняр и стар градинар – всички до един съвсем порядъчни хора“.
Чичото обяснява, че за децата първоначално се грижела млада дама – „много почтена личност“, която обаче е починала. Това е и причината Майлс да бъде изпратен в пансион, а грижите за момиченцето да се поемат от г-жа Гроус.
Въпреки притесненията и колебанията си, защото е „млада, неопитна и неспокойна душа“ и трябва да поеме такава отговорност „без приятел наблизо“, гувернантката приема предложението за работа, защото заплащането далеч надхвърля скромните ѝ изисквания, а и е очарована от новия си работодател. Преди да замине той споделя с нея главното си условие – „че тя никога и за нищо на света не бивало да го безпокои… да не му се обажда, да не го моли за нищо, да не му се оплаква, да не му пише; всички проблеми да решава сама… да поеме цялата отговорност и да го остави на мира“.
Оттук историята продължава под формата на „точен препис на въпросния текст“, направен от разказвача на пролога, който обяснява, че преди смъртта си, Дъглас му е поверил ръкописа. Никъде в текста не се споменава името на гувернантката, нито пък на джентълмена, който я назначава, за разлика от останалите персонажи, чиито имена, поне частично, са упоменати.
Първата глава на разказа започва с пристигането на гувернантката в имението Блай в един топъл юнски ден. Тя е очарована от къщата, която е „толкова различна от нейния роден сиромашки дом“. Прислугата и най-вече г-жа Гроус радушно и с голямо уважение я посрещат. Гувернантката е настанена в голяма, внушителна стая – „една от най-хубавите в къщата“, което затвърждава усещането ѝ, че се отнасят с нея „доста либерално“.
Тук за първи път се въвежда мотивът за загадъчните и необичайни неща в имението и цялостната атмосфера и звучене на книгата – гувернантката сякаш се опитва да не забелязва „някакви неестествени или повтарящи се звуци, които да идват не отвън, а отвътре, каквито все ми се причуваха“, „слаб и далечен плач на дете“, „шум от леки стъпки, които прекосяваха коридора отвън“.
Тя се запознава с новата си повереница – малката Флора, от която е очарована. По думите на гувернантката те бързо си допадат и от втората вечер е решено, че леглото на Флора ще бъде преместено от стаята на г-жа Гроус в тази на гувернантката.
На втория ден след пристигането на гувернантката в имението, малко преди завръщането на Майлс от интерната, тя получава писмо от чичото. Той препраща неразпечатано писмо от училището на Майлс с указания гувернантката да действа по собствена преценка, но най-вече да не го безпокои. В писмото от училището става ясно, че Майлс е бил изключен, но без да се дава конкретната причина. Смутена, гувернантката решава да се посъветва с г-жа Гроус, която я уверява, че Майлс е добро дете, макар и като всяко момче да върши бели. След завръщането и запознаването си с Майлс гувернантката е очарована от него и затвърждава положителното мнение, споделено от г-жа Гроус, като взима решение да не казва на никого за изключването, дори на самия Майлс, и за момента да не предприема други действия по въпроса.
Следват поредица спокойни дни, в които гувернантката и децата се забавляват и учат заедно. Въпреки привидното спокойствие и щастие, се случва първата директна среща на гувернантката със свръхестествените явления в Блай. Една юнска привечер, завръщайки се от разходка в малката горичка близо до имението, в далечината гувернантката вижда непознат мъж на една от кулите на имението. Двамата се взират един в друг за известно време, докато мъжът не се обръща и си тръгва.
Гувернантката решава да не споделя за случката с никого, докато не случва втората ѝ „среща“ с непознатия. Това се случва една неделя докато се приготвя за вечерна служба в църквата. Гувернантката отива в трапезарията, за да вземе забравен чифт ръкавици и вижда същия мъж, застанал от външната страна на прозореца, взиращ се вътре в стаята, сякаш се опитва да намери някого (малкия Майлс, както по-късно ще предположи тя). Гувернантката изтичва навън, но мъжа вече го няма.
В този момент г-жа Гроус влиза в трапезарията и вижда гувернантката отвън. При изплашения ѝ вид г-жа Гроус започва да я разпитва за случилото се и гувернантката най-накрая споделя за историята с непознатия мъж. На базата на описанието на гувернантката за външния му вид, г-жа Гроус предполага, че това е Питър Куинт, покойният камериер на господаря.
Господарят му имал голямо доверие, но според г-жа Гроус Куинт бил покварен, лукав, изобретателен и потаен. Той се държал много свойски и се разпореждал в къщата, глезел Майлс и постоянно искал да си играе с него. Г-жа Гроус не смеела обаче да се оплаче за това на господаря си, защото знаела, че той не обича сплетни и оплаквания, но и защото се страхувала от Куинт.
Една зимна утрин тялото на Куинт било намерено на едно от пътищата, водещи извън селото – предполагат, че е било нещастен случай, че излизайки от близката кръчма късно през нощта, той е поел по грешния път и се е подхлъзнал по заледения наклон, като си е ударил тежко главата. Гувернантката отбелязва, че Флора и Майлс никога не са споменавали Куинт.
След тази случка гувернантката и г-жа Гроус решават внимателно да бдят над децата. Един летен следобед, докато гувернантката и Флора седят около езерото в градината, гувернантката има усещането, че някой ги гледа. Вдигайки очи към отсрещния бряг, тя вижда „фигура на жена, облечена в черно, бледа и страховита“. Жената вторачено гледа във Флора, която седи с гръб към нея. Малкото момиче като че ли не забелязва нищо, но гувернантката започва да изпитва съмнения дали тя нарочно не се преструва, че не вижда фигурата, за да провери дали гувернантката няма да се издаде, че я вижда. Съмнява се и дали всъщност момичето не поддържа някаква тайна връзка или комуникация с призрака.
След като споделя за случката с г-жа Гроус чува останалата част от историята за Куинт. Икономката признава, че г-ца Джесъл, предишната гувернантка, и Куинт са имали връзка. Предполага, че срамът от това е подтикнал г-ца Джесъл да напусне имението, като малко след това тя е починала.
Вследствие на настоятелните въпроси на гувернантката, г-жа Гроус споделя още, че Майлс и Куинт са били станали неразделни, което според нея било неблагоприлично. Опитала се е да се оплаче от това на г-ца Джесъл, но тя ѝ се скарала и ѝ казала да си гледа работата. Тогава г-жа Гроус се е опитала да говори директно с Майлс, но той отрекъл всичко и в крайна сметка тя изоставила въпроса.
Третата среща на гувернантката с духа на Куинт се случва на фона на продължаващото послушно и очарователно поведение на децата, но и на нейните нестихващи терзания и страхове. Късно една вечер докато чете книга в стаята си, тя има усещането, че нещо се е раздвижило в къщата, както при първата ѝ вечер там, и излиза в коридора, за да провери. Съзира Куинт на стълбището, близо до големия прозорец. Двамата известно време стоят вторачени един в друг. Куинт се обръща и тръгва надолу по стълбите, като фигурата му изчезва в тъмнината.
Когато се връща в стаята, гувернантката намира Флора застанала на прозореца. Момичето укорява гувернантката, че я е оставила сама. Това поведение отново засилва съмнението на жената, че детето крие истината за призрачните фигури от нея. След тази случка гувернантката започва да будува по-често и периодично през нощта се връща до стълбището с надеждата отново да види призрака на Куинт. Това не се случва, но една вечер за миг тя вижда фигурата на превита жена, седнала с гръб към нея на най-долното стъпало, която предполага, че е г-ца Джесъл.
Единайсет дни след последната среща с Куинт гувернантката се буди внезапно през нощта. Забелязва, че Флора също не спи и пак е застанала на прозореца, гледайки съсредоточено към нещо на двора. Гувернантката не иска да я безпокои, тихо излиза от стаята и отива в необитаема стая на долния етаж, за да погледне през прозореца. С ужас установява, че Майлс е навън и гледа вторачено към къщата, вероятно към кулата, където тя за първи път вижда силуета на Куинт.
Гувернантката хуква навън, за да прибере Майлс, който послушно тръгва с нея. Когато се връщат в стаята му, той обяснява, че е решил да стори това, за да може поне веднъж гувернантката да го помисли за лош и непослушен, да се замисли за това на какво е способен. Допълва, че Флора му е помогнала, като в уречения час е застанала на прозореца и е разбудила гувернантката, без да си дава вид, че е усетила, че става.
Разказвайки всичко това на г-жа Гроус на следващия ден, гувернантката стига до заключението, че доброто поведение и очарованието на децата са просто игра, на която са ги приучили Куинт и г-ца Джесъл, че те са под влиянието и покварата на двамата дори и след смъртта. Като крайна цел на духовете гувернантката подозира гибелта на двете деца. Г-жа Гроус предлага на гувернантката да пише на чичото на децата, който да разпореди тяхното напускане на имението, или поне да го помоли да дойде в Блай. Гувернантката категорично отказва, отчасти защото това би противоречало на неговата заръка да не бъде обезпокояван, но и защото би означавало, че тя не се е справила със задачата, която той ѝ е поверил, както и че може да бъде обвинена, че иска привлече неговото вниманието върху себе си. Гувернантката заплашва г-жа Гроус, че ако посмее да се обърне към господаря от нейно име, тя на момента ще напусне.
През следващия месец гувернантката се отдава на грижите за децата, но усеща, че отношенията ѝ с тях се влошават – според нея те започват да ѝ правят „странни подмятания“ и „остри забележки“. Постепенно идва есента, но гувернантката не среща отново призраците. Това положение не я успокоява, а напротив я прави още по-неспокойна и мнителна. Разкъсвана е от съмнения дали децата наистина виждат духовете на Куинт и г-ца Джесъл. Притеснява се дали не е загубила способността да вижда призраците и докато прекарва времето си с децата, често се чуди дали те не биват навестявани от двамата без нейно знание. Гувернантката силно желае да попита децата директно, но се опасява, че ако греши, това би имало тежки последствия.
Майлс и Флора периодично се интересуват за чичо си и кога той ще дойде да ги види, дали не трябва да му пишат. Обвързана от обещанието, което е дала, гувернантката им заръчва да му напишат писма, но после им обяснява, че те представляват само литературни съчинения или упражнения, че са твърде изящни, за да бъдат изпратени по пощата, и ги запазва за себе си.
Една неделя сутрин, на път за църквата, Майлс пита гувернантката кога ще се върне в училище. Тя смутено избягва да му даде конкретен отговор, намеква, че ако иска, може да остане в Блай. Ядосан Майлс пита за мнението на чичо му по въпроса, на което гувернантката признава, че той вероятно не се интересува. Майлс не отстъпва и заявява, че ще се опита да убеди чичо си да се интересува и ще го накара да дойде в имението.
Гувернантката е силно разстроена от разговора и възможното развитие на ситуацията, затова решава веднага да се върне в имението, да си събере багажа и да напусне преди децата и прислугата да са се върнали от църква. Когато влиза в класната стая, за да си прибере вещите обаче, гувернантката сварва г-ца Джесъл, седнала на нейното бюро с приведена глава в ръцете. Г-ца Джесъл се изправя, погледите на двете се срещат за малко и призракът се изпарява. Случката убеждава гувернантката да остане.
Когато останалите се връщат от църква, никой не споменава отсъствието на гувернантката. Чак когато успява да говори насаме с г-жа Гроус, младата жена разбира, че децата изрично са я помолили да не се повдига темата, за да не се почувства тяхната гувернантка зле. Гувернантката споделя на г-жа Гроус за срещата си с г-ца Джесъл и че е взела решение да повика чичото на децата в Блай, като още същата вечер ще му пише.
По-късно през нощта, минавайки покрай стаята на Майлс, тя разбира, че той още не спи. Той отново споделя желанието си да се върне на училище. Гувернантката му обяснява, че няма как да се върне в старото училище и ще трябва да се търси ново. Майлс отговаря, че той също иска да отиде в друго училище. Избягва въпросите на гувернантката какво се е случило в старото училище и в имението преди да замине. Случва се нещо, което плаши гувернантката – струва ѝ се, че силен вятър изведнъж е задухал през прозореца и е изгасил единствената свещ в стаята, но Майлс обяснява, че всъщност той я е издухал.
На следващия ден след обяд Майлс предлага да посвири на пиано за гувернантката. Докато го слуша, тя осъзнава, че не е знае къде е Флора. Гувернантката и г-жа Гроус не намират малкото момиче в къщата, затова отиват да я търсят навън. Преди да излязат гувернантката оставя писмото, което е написала до чичото на децата, на масата в салона, за да бъде изпратено от прислугата Люк.
Двете жени се отправят директно към езерото, където гувернантката предполага, че Флора е отишла, за да се срещне с г-ца Джесъл. Намират засмяната Флора от другата страна на езерото – предполагат, че го е прекосила с малката плоскодънна лодка, която привързват в единия му край. Гувернантката ядосано я пита къде е г-ца Джесъл.
Поглеждайки към отсрещния бряг, гувернантката вижда силуета на г-ца Джесъл и привлича вниманието на г-жа Гроус и Флора към нея. Те обаче не виждат никого там. Флора е разстроена и моли г-жа Гроус да я отведе вкъщи. Гувернантката е убедена, че това е част от плана на призраците. Остава сама да плаче до езерото. Когато се прибира вечерта вижда, че леглото и вещите на Флора са преместени от нейната стая, вероятно в стаята на г-жа Гроус. Докато гувернантката мълчаливо седи до камината в класната стая, Майлс сяда на креслото до нея и мълчаливо ѝ прави компания.
През нощта г-жа Гроус отива в стаята на гувернантката, за да ѝ съобщи, че Флора е била толкова разстроена от случилото се, че е вдигнала температура и се е поболяла. Говорела, че не иска повече да вижда гувернантката. Гувернантката предлага на г-жа Гроус да вземе Флора и да я отведе при чичо ѝ, а тя да остане сама в имението с Майлс, защото счита, че той все още е на нейна страна и може да ѝ помогне. Г-жа Гроус се съгласява, защото самата тя желае да напусне имението; споделя, че малката Флора е започнала да говори много ужасни и непристойни неща, че не за първи път чува такива неща от нейната уста. Г-жа Гроус заявява, че все още вярва на гувернантката. Информира, че писмото до чичото не децата е изчезнало преди да може да бъде изпратено и двете заподозряват за това Майлс, който е бил сам в къщата тогава. Г-жа Гроус мисли, че Майлс е бил изключен от училище именно заради кражби.
На следващия ден след закуска г-жа Гроус и Флора отпътуват. Гувернантката, в опит да парира съмненията и упреците на останалата прислуга, започва да се държи строго и да се разпорежда в имението. Гувернантката и Майлс цял ден се отбягват, докато най-накрая не сядат заедно да вечерят в долната трапезария – на същото място, където тя за втори път е видяла Куинт.
След вечеря Майлс обещава на гувернантката, че ще ѝ разкаже всичко, което иска да узнае, но преди това би искал да излезе за малко и да намери прислугата Люк. Преди да го освободи гувернантката пита Майлс дали той е взел от салона писмото ѝ до чичото.

В този момент гувернантката забелязва присъствието на Куинт от външната страна на прозореца. За да предпази Майлс от гледката, тя го прегръща и го държи с гръб към прозореца. Забелязва, че момчето е пребледняло и обляно в пот. Тогава той признава, че е взел писмото, за да прочете какво пише в него и после го е изгорил. След самопризнанието Куинт изчезва от прозореца. Гувернантката използва случая, за да разпита Майлс дали е крал писма или други неща, когато е бил в училище, дали това е причината да бъде изключен. Майлс е изненадан, че тя знае за изключването, признава, че вероятно то се е държало на факта, че е говорил „разни неща“, твърде лоши, за да бъдат описани в писмото от училището до чичо му. Въпреки отмалялото състояние на детето гувернантката продължава да го разпитва. Тогава тя забелязва, че духът на Куинт се е завърнал на прозореца и в същия миг Майлс се обръща натам. Майлс пита дали „тя“ е там, на което гувернантката решава, че става дума за г-ца Джесъл. Обяснява му, че не е тя, а „страхливият нечестивец“. Майлс се обръща поименно към Питър Куинт, оглежда се, но като че ли не може да види нищо. Гувернантката не вижда никого на прозореца. Прегръща Майлс, мислейки се, че най-накрая го е спасила, но усеща, че детето е починало в ръцете ѝ, сърцето му е престанало да бие.

### Готическа литература
Критиците открояват влиянието на друга представителна книга на готическата фантастика – Джейн Еър (1847 г.) на Шарлот Бронте, върху новелата. Както в „Джейн Еър“, в „Примката на призрака“ също се разглеждат темите за социалната класа и пола; десйтвието и в двете се развива през средата на деветнайсети век. В новелата има изрична препратка към „Джейн Еър“, както и към готическия роман на Ан Радклиф „Потайностите на Удолфо“ (1794 г.), в епизода, когато гувернантката се чуди дали може да има таен роднина, скрит на тавана в Блай. Един критик отбелязва, че единственото „конкретно събитие“ в книгата, което не е характерно за готическата литература, е изключването на Майлс от училище.
Въпреки силното влияние на готическия жанр върху новелата, тя не може да се категоризира изцяло като такава. Призраците на Джеймс се различават от тези в класическите готически истории, където те са страшни, често вързани с вериги, а напротив – имат вид, сходен на този, който са имали приживе. В новелата също така отсъстват някои от основните похвати на готическите романи, като например лирическите отклонения, както е във Франкенщайн (1818 г.) и Дракула (1897 г.). Вместо това в „Примката на призрака“ е разказан една цяла, непрекъсната история.

### Истории за призраци и жанра на ужасите
Джеймс е нает от „Колиърс уийкли“ (Collier's Weekly) да напише история за призраци. Затова някои критици разглеждат новелата основно като такава. Л. Андрю Купър отбелязва, че „Примката на призрака“ е може би най-известният пример за история за призраци, в която умело се употребяват възможностите на разказа от първо лице за създаване на двусмислие и неяснота. Цитирайки Джеймс, който казва за произведението си, че е „проектиран ужас“, Доналд П. Костело отбелязва, че ефектът от дадена сцена варира в зависимост от това как е представено действието. В сцени, в които гувернантката директно докладва за това, което е видяла, ефектът е на ужас, а в тези, в които тя просто коментира случващото се, ефектът е на „мистификация“. В книгата си, проследяваща историята на жанра на ужасите, „Злокобен танц“ (1981 г.), Стивън Кинг описва „Примката на призрака“ и „Свърталище на духове“ (The Haunting of Hill House, 1959 г.) на Шърли Джаксън като единствените великолепни свръхестествени романи за предходните сто години. Той посочва, че и двете съдържат „тайни, които е най-добре да не се разказват, и неща, които е най-добре да не се казват“, наричайки това основата на жанра на ужасите. Джилиан Флин нарича новелата една от най-смразяващите истории за призраци, писани някога.
Някои биографи на Джеймс посочват, че той е бил запознат със спиритизма и най-малкото го е смятал за нещо забавно. Брат му Уилям е бил изследовател на свръхестествени явления. Научните изследвания по онова време се интересуват от въпроса за съществуването на призраци и съдейки по описанието на Питър Куинт и госпожица Джесъл – облечени в черно, със сериозни изражения, те приличат по-скоро на онези призраци, открити в научната литература, отколкото на тези от художествената. Героят на Дъглас казва за себе си, че е възпитаник на Тринити Колидж, където Джеймс е знаел, че се провеждат изследвания на свръхестественото. Не е известно дали Джеймс е вярвал в призраци.

## Контекст на написването

### Биографичен контекст и написване
След успеха на Дейзи Милър (1878 г.) към 1890 г. читателската аудитория на Джеймс вече е намаляла и той е изправен пред финансови затруднения. Здравето му също се е влошило, има напреднала подагра и няколко от близките му са починали: сестра му Алис Джеймс и писателите Робърт Луис Стивънсън и Констанс Фенимор. В писмо от октомври 1895 г. Джеймс пише: „Виждам призраци навсякъде“. В запис в дневника си от 12 януари 1895 г. Джеймс описва история за призраци, разказана му от архиепископа на Кентърбъри Едуард Уайт Бенсън два дни по-рано, когато му е на гости. Историята има поразителна прилика с това, което в крайна сметка ще се превърне в „Примката на призрака“ и включва покварени слуги, развращаващи малки деца преди и след смъртта си.
Към края на 1897 г. Джеймс е нает да напише история за призраци в дванайсет части за илюстрованото списание „Колиърс уикли“. Джеймс приема предложението, тъй като току-що е подписал двадесет и една годишен договор за наем на къща в Рай, Източен Съсекс, и допълнителния доход е добре дошъл. „Колиърс уикли“ плаща на Джеймс 900 щатски долара (равняващи се на около 27 659 щатски долара през 2019 г.) за правата върху текста. За сравнение, една година по-рано през 1897 г. списание „The Chap-Book" му плаща 150 щатски долара (около 4610 щатски долара през 2019 г.) за правата върху „Какво знаеше Мейзи“ (What Maisie Knew).
На Джеймс е трудно да пише на ръка, което прави единствено в дневниците си. Затова „Примката на призрака“ е диктувана на неговия секретар Уилям Макалпайн, който си води стенографски бележки и на следващия ден ги носи напечатани. Изнервен от бавния процес на писане, Джеймс купува пишеща машина „Ремингтън“ и започва да диктува директно на Макаплпайн. През декември 1897 г. Джеймс пише на снаха си: „Най-накрая завърших малката си книжка.“

### Публикация и по-късни редакции
„Примката на призрака“ е публикувана за първи път в списание „Колиърс уикли“ серийно в 12 части между 27 януари и 16 април 1898 г. Заглавната илюстрация, направена от Джон Ла Фарж, изобразява гувернантката с ръка около Майлс. Илюстрациите на отделните епизоди са дело на Ерик Пейп.
- „... до следващата вечер, когато в кътчето край камината, настанил се в най-удобния стол, той отгърна избелялата червена корица на тънък старомоден албум с позлатени краища“
- „Той стоеше в един от ъглите на кулата... с изправена стойкка, положил и двете си ръце върху парапета“
- „... излязох в коридора с високо вдигната свещ, вървях така, докато стигнах високия прозорец“
- „... след миг изрече нещо, от което буквално паднах – отпуснах се върху надгробната плоча“
- „... разбрах, че по всяка вероятност съм се хвърлила по очи на земята“

През октомври 1898 г. новелата е публикувана заедно с разказа „Кавъринг енд“ (Covering End) в сборник, озаглавен „Двете магии“, публикуван от издателство „Макмилън“ в Ню Йорк и от издателство „Хайнман“ в Лондон.
Десет години след тази публикация Джеймс преработва „Примката на призрака“ за "Нюйоркското издание“ (the New York Edition), сборник от 24 тома с всички произведения на автора. Джеймс прави много редакции на текста, повечето от тях незначителни, но повествованието остава непроменено. Най-важният елемент на „Нюйоркското издание“ е предговора от Джеймс, в който разказва за влиянията и процеса по написване на новелата. Джеймс посочва, например, че е запознат със съществуването на изследвания на свръхестественото. В предговора си Джеймс само накратко се спира на това, че историята първоначално е публикувана в списание. Цитирайки личната кореспонденция на Джеймс, Кирстен Маклауд през 2016 г. посочва, че той е изпитвал силна неприязън към серийната форма на публикуване.

## Приемане

### Ранна критика
Ужасът на историята идва от силата, с която ни кара да осъзнаем способността, която нашите умове притежават за подобни пътувания в мрака; когато определени светлини потъмнеят или определени бариери паднат, призраците на ума, непроследимите желания, неясните намеци започват да се роят.
Ранните рецензии открояват силата на новелата да плаши и повечето виждат приказката като брилянтна, макар и проста, история за призраци. Според учения Тери Хелър, повечето ранни рецензенти са считали разказа като забележителен пример за готическа фантастика.
Ранна рецензия на „Примката на призрака“ в притурка към списание „Ню Йорк таймс“ я оценява като достойна за сравнение със „Странния случай на д-р Джекил и мистър Хайд“ (1886 г.) на Робърт Луис Стивънсън. Авторът я оценява като успешно изследване на злото, отбелязвайки влиянието на духовете върху децата и гувернантката. Ученият Тери Хелър посочва, че в ранната критика образът на децата заема централно място, тъй като новелата нарушава викторианската представа за невинността на децата
Прочити на текста, в които призраците са възприемани за реално съществуващи, често биват наричани „интерпретации с привидения“; следователно „интерпретации без привидения“ отразяват противоположната гледна точка. В есе от 1918 г. Вирджиния Улф пише, че г-ца Джесъл и Питър Куинт не притежават „нито субстанцията, нито независимото съществуване на призраци“. Улф не предполага, че призраците са халюцинации, но подобно на други ранни критици, казва, че те символизират нарастващото разбиране на гувернантката за съществуването на злото. Силата на разказа, твърди тя, е в способността ѝ да накара читателите да осъзнаят тъмните места, до които фантастиката може да ги отведе.

### Психоаналитични интерпретации
През 1934 г. литературният критик Едмънд Уилсън твърди, че призраците са халюцинации на гувернантката, която според него е била сексуално репресирана. Като доказателство, Уилсън посочва нейния произход като дъщеря на селски свещеник и предполага, че тя изпитва увлечение към своя работодател. Преди да излезе статията на Уилсън друг критик – Една Кентън, пише нещо сходно, но славата на Уилсън като литературен критик съумява изцяло да измести дискурса около новелата в тази посока. Уилсън черпи много от текста на Кентън, но прилага и много Фройдистка терминология. Например, той посочва, че гувернантката за първи път вижда Куинт, застанал на фалическа по форма кула. През 1965 г. е направен внимателен цялостен прочит на текста, използвайки фройдисткия анализ на Уилсън за основа; той описва гувернантката като прогресивно все по-луда и истерична. Леон Едел, най-известният биограф на Джеймс, пише, че не призраци преследват децата, а гувернантката.
Въпреки че мнозина подкрепят теорията на Уилсън, тя в никакъв случай не е общоприета. Робърт Б. Хейлман е отявлен защитник на „интерпретацията с привидения“; той вижда историята като Хоторнска алегория за доброто и злото, а призраците – като активни действащи лица в този конфликт. Критиците на теорията на Уилсън изтъкват положителната оценка на Дъглас за характера на гувернантката в пролога на книгата, която той поддържа дълго след нейната смърт. Най-важното, което те посочват е, че г-жа Гроус идентифицира Питър Куинт на базата на описанието, дадено от гувернантката, преди тя да знае за неговото съществуване. Второто кара Уилсън да „оттегли тезата си (временно“); в по-късна редакция на есето той твърди, че гувернантката е чула за друг мъж в Блай от г-жа Гроус.

### Структурализъм
През 70-те години критиката започва да тълкува „Примката на призрака“ на основата на принципа за фантастичното на структуралиста Цветан Тодоров. Тодоров подчертава значението на мотива за „колебанието“ в историите със свръхестествени елементи, а критиците откриват изобилие от такива в новелата на Джеймс. Например, симпатията на читателя може да се колебае между децата и гувернантката, а текстът – да се колебае между потвърждаване на съществуването на призраците и отхвърлянето му. Кристин Брук-Роуз твърди, че двусмислието, за което толкова често се спори, е основополагаща част от текста, която до онзи момент е все още неизследвана. От 80-те години на миналия век насам критиците все по-често отказват да се занимават с въпросите за диегетическите елементи на текста и се съгласяват, че много от фактите просто не могат да бъдат потвърдени със сигурност.

### Неяснота
Научният спор за „правилния прочит“ на „Примката на призрака“ е разгледан от Шломит Римон-Кинан в нейния труд „Концепцията за двусмислието, примерите на Джеймс“ (1977 г.), където тя прави подробен разбор на ролята на двусмислието в повествованието. Примерите, използвани от Римън-Кинан, обхващат различни произведения на Джеймс, включително „Примката на призрака“. От труда на Римън-Кинан става ясно, че Джеймс никога не е имал намерението да разкрие „правилния прочит“ на новелата. Това се доказва и от повествованието в самата новела. Джеймс, въвеждайки в началото на новелата обективен разказвач в лицето на Дъглас, поставя голяма дистанция и време между събитията в имението Блай и читателите. Това също така въвежда първия пример за двусмислие в новелата. Както Дъглас признава, историята, която преразказва, е на гувернантката на сестра му. Събитията са описани в ръкописа на гувернантката, който Дъглас сега притежава. Този ръкопис обаче създава допълнително усещане за неяснота. Гувернантката е починала и не е в състояние да обясни или да внесе яснота по отношение на съдържанието на ръкописа. Отсъствието на гувернантката в началото на новелата допълнително усложнява историята, а валидността на събитията в имението Блай са поставени под въпрос поради липсата на силен и категотичен разказвач от първо лице. Джеймс подчертава, че историята е разказана от Дъглас, на базата на ръкописа на гувернантката. Истинският разказвач и свидетел на събитията остава непознат за читателите, всичко е предадено чрез спомените на Дъглас и ръкописа. Това усещане за дистанция, въведено от Джеймс, е още един умишлен опит да се създаде усещане за неяснота относно истинските факти на историята.
Усещането за двусмислие в новелата не се дължи единствено на стила на повествованието. Диалогът също доказва, че много от героите не са напълно искрени. До голяма степен това се отнася до взаимодействието между г-жа Гроус и гувернантката. Г-жа Гроус като че ли постоянно се колебае между потвърждаването и отричането. Римън-Кинан обобщава поведението ѝ като „отрицание, но от време на време и потвърждаване на мнението на гувернантката“. Не е напълно ясно дали самата г-жа Гроус вярва или не на събитията в имението Блай, но тя е наясно с внушенията, които се правят. Г-жа Гроус обаче не преразказва директно предишни събития в имението. Това проличава в разговора ѝ с гувернантката, в който г-жа Гроус разкрива, че Флора ѝ е доверила нещо. Друг пример за разговор с гувернантката, в който г-жа Гроус се изразява неясно, е: „... от устата на детето – страхотии!“ и добавя „честна дума, госпожице, малката приказва едни неща“. Такъв вид диалог държи читателите в напрежение, като не дава конкретни отговори. Използваният израз „едни неща“ е зловещ и неясен. Това подсказва, че Флора може да е потвърдила съществуването на призраците. Може също така да значи, че г-жа Гроус е шокирана от лъжите, които Флора ѝ е казала.
Фокусът на обсъждането се измества от това дали призраците са реални към това как Джеймс създава и поддържа усещането за неяснота в текста. Разглеждайки редакциите, които Джеймс прави в някои части на новелата, виждаме, че той не се е стремял към въвеждането на яснота, а обратното – към създаване на текст, който не може да бъде тълкуван еднозначно.

### Марксистки и феминистки подходи
След като дебатът относно съществуването на призраците утихва сред литературните критици, те започват да прилагат различни теоретични рамки при тълкуването на „Примката на призрака“. Марксистките критици твърдят, че акцентът, поставен върху езика и повествованието на Джеймс, отвлича вниманието от класовите изследвания на текста. Чичото на децата, който в психоаналитичните интерпретации до голяма степен се разглежда като обсесия на гувернантката, се смята от някои за символ на егоистичната висша класа. Хийт Муун отбелязва, че той е изоставил осиротелите си племенница и племенник, както и техния семеен дом, за да живее като ерген в Лондон. Неодобрението на г-жа Гроус към връзката между Куинт и госпожица Джесъл е част от викторианската непоносимост към връзките между хора от различни социални класи. Смъртта на родителите на Майлс и Флора в Индия става фокус на изследванията на текста от постколониална гледна точка, предвид статута на Индия като британска колония по време на живота на Джеймс.
Изследванията на образа на гувернантката стават централни за феминистките тълкувания на текста. Присила Уолтън отбеляза, че предисторията на Джеймс за произхода на историята цели да омаловажи умението на жените да разказват и затова се налага той да я разказва вместо тях в „Примката на призрака“. Други виждат Джеймс в по-положителна светлина. Паула Маранц Коен сравнява положително отношението на Джеймс към гувернантката с писанията на Зигмунд Фройд за млада жена на име Дора. Коен оприличава начина, по който Фройд превръща Дора просто в обобщение на нейните симптоми, с това как критици като Едмънд Уилсън свеждат образа на гувернантката само до олицетворение на невротична сексуална репресия.

## Адаптации
Правени са редица адаптации и преработки на „Примката на призрака“. Много от тях намират място в академичните трудове, изследващи литература на Хенри Джеймс и неовикторианската култура като цяло.

### На сцената
Новелата е адаптирана като опера от Бенджамин Бритън през 1954 г., която бива заснемана многократно. Новелата е адаптирана като балетна партитура (1980 г.) от Луиджи Занинели и отделно като балет (1999 г.) от Уил Тъкет за Кралския балет. Харолд Пинтър режисира „Невинните“ (The Innocents, 1950 г.) – пиеса за Бродуей, която е адаптация на „Примката на призрака“. Едноименната адаптация на Джефри Хатчър има премиера в Портланд, Мейн, през 1996 г. и е играна „извън Бродуей“ през 1999 г. Друга адаптация със същото заглавие, направена от Ребека Ленкевич, е представена съвместно с продуцентска къща „Хамър“ в театър „Алмейда“ в Лондон през януари 2013 г.

### Филми
Има множество филмови адаптации на книгата. Два известни примера са приветстваните от критиката „Невинните“ (The Innocents, 1961 г.), режисиран от Джак Клейтън, и филмът на Майкъл Уинър „Нощни пришълци“ (The Nightcomers, 1972 г.), който представя предисторията на разказа в новелата. Други пълнометражни филмови адаптации включват едноименната адаптация на Ръсти Леморанд от 1992 г. (чието действие се развива през 1960 г.); испанската екранизация „Примката на призрака“ (Otra vuelta de tuerca, 1985 г.) на Елой де ла Иглесия; „Присъствие на духа“ (Presence of Mind, 1999 г.), режисиран от Антони Алой; и „Присъствие на духа“ (In a Dark Place, 2006 г.), режисиран от Донато Ротуно. „Другите“ (The Others, 2001 г.) не е директна адаптация, но има някои общи мотиви с новелата на Джеймс. През 2018 г. режисьорът Флория Сигизмонди снима адаптация на новелата, озаглавена „Примката на призрака“ (The Turning), в имението Килръдери в Ирландия, която излиза през 2020 г.
Телевизионните филми включват американска адаптация от 1959 г., включена във „Времето на звездите“ (Ford Startime) и режисирана от Джон Франкенхаймър, с участието на Ингрид Бергман; западногерманския „Греховният ангел“ (Die sündigen Engel, 1962 г.); адаптация от 1974 г., режисирана от Дан Къртис и със сценарист Уилям Ф. Нолан; френска адаптация, озаглавена „Примката на призрака“ (Le Tour d'écrou, 1974 г.); едноименен мексикански минисериал (Otra vuelta de tuerca, 1981 г.); адаптация от 1982 г., режисирана от Петр Вайгъл, с участието на чешки актьори, които основно мърдат устните си; адаптация от 1990 г., режисирана от Греъм Клифърд; „Обладаването на Хелън Уокър“ (The Haunting of Helen Walker 1995 г.), режисиран от Том Маклафлин; адаптация от 1999 г., режисирана от Бен Болт; нискобюджетна версия от 2003 г., написана и режисирана от Ник Милард; италианоезичната „Мистерията на езерото“ (Il mistero del lago, 2009 г.); и адаптация за BBC от 2009 г. на Санди Уелч, с участието на Мишел Докъри, Дан Стивънс и Сю Джонстън. През 2015 г. излиза бразилски филм на име „През сянката“ (Através da Sombra), който е силно повлиян от книгата, като променя само имената на героите и мястото на действие, за да създаде усещането, че се развива в Бразилия. През 2020 г. излиза филмът-адаптация „Примката на призрака“ (The Turning).

#### „Невинните“ (1961 г.)
“Невинните“ е филм от 1961 г. на режисьора Джак Клейтън, със сценаристи Уилям Арчибалд и Труман Капоти. В ролите участват Дебора Кър (гувернантката г-ца Гидънс), Мегс Дженкинс (г-жа Гроус), Памела Франклин (Флора), Мартин Стивънс (Майлс), Питър Уингард (Питър Куинт), Клайти Джесъп (г-ца Джесъл) и Майкъл Редгрейв (чичото).
Филмът е базиран на новелата на Хенри Джеймс „Примката на призрака“, както и на постановката „Невинните“ (1950 г.) на сценариста Уилиям Арчибалд. В постановката, както и в първоначалния проект на сценарий, е силно застъпена трактовката на Арчибалд, че свръхестествените елементи в историята са истински. Недоволен от този прочит, Джак Клейтън впоследствие наема Трума Капоти да преработи сценария, като биват добавени редица психологически елементи, които правят сюжета по-двусмислен.
„Невинните“ се отличава със специфична стилистика и атмосфера, дължаща се до голяма степен на осветлението – минимално и силно контрастиращо, с дълбоки сенки; изображение с голяма дълбочина на фокуса, както и добавянето на естествени звуци от околната среда (звуци на птици, мухи, часовници, горящ огън).
Външните снимки на филма са правени в имение „Шефийлд парк“ в Съсекс. Интериорните сцени са заснети в студио „Шепъртън“ в Съри. Декорите включват множество човешки скулптури, които допринасят за създаването на специфичната зловеща атмосфера на филма.
Сюжетът на филма се придържа към основните мотиви на оригинала, с някои малки разлики. Гувернантката вече има име и се казва г-ца Гидънс. Добавени са някои сцени със свръхестествени елементи, за да се засили усещането за ужас и съмнение – в началото, когато гувернантката пристига за първи път в имението, минавайки покрай езерото, чува женски глас да вика името на Флора. Нито Флора или г-жа Гроус обаче го чуват. Сцената на първия „сблъсък“ на гувернантката с фигурата на Куинт на кулата е разширена, за да включва изкачването на г-ца Гидънс до върха на кулата, за да намери там Майлс, който отрича да е виждал някого. Разкритието на г-жа Гроус за Куинт и неговата смърт е подтикнато от случайното намиране от гувернантката на негов малък портрет на тавана. Нов елемент е добавянето на обстоятелството, че Майлс е този, който намира тялото на Куинт след неговата смърт. Добавена е нова сцена преди гувернантката да види Майлс на двора посред нощ, в която младата жена уплашено се лута из коридора на имението, преследвана от гласовете и смеха на Куинт, г-ца Джесъл, г-жа Гроус и децата.
Злокобната атмосфера на филма е допълнително засилена от добавянето на сцена, в която Флора и Майлс привидно разиграват пиеса, в която обаче се говори за очакваното завръщане на господар от гроба, както и на оригиналната песен „O Willow Waley“, която се среща през целия филм – тананикана от Флора или изпълнена на пианото от Майлс.
Връзката на Куинт и г-ца Джесъл е представена с повече детайли, като са усилени внушенията за нейното сексуално естество, неволен свидетел на което е ставала г-жа Гроус, но вероятно и децата. Добавен е епизод, в който г-жа Гроус отбелязва, че Куинт е бил агресивен към г-ца Джесъл. Тя разказва, че след смъртта на Куинт г-ца Джесъл става неутешима, спира да яде и да спи, и в крайна сметка се самоубива в езерото.
Силно сексуларизирания характер на отношенията между Куинт и г-ца Джесъл, както и някои специфични елементи от изграждането на образа на гувернантката, водят някои изследователи като литературния теоретик Едмън Уилсън да изтълкуват свръхестествените елементи във филма като проявление на сексуалната репресираност на гувернантката.

### Телевизия
„Примката на призрака“ оказва влияние и на телевизията. През декември 1968 г. сериалът на ABC „Мрачни сенки“ (Dark Shadows) включва сюжет по мотиви от „Примката на призрака“ – в историята призраците на Куентин Колинс и Бет Чавес обитават западното крило на имението Колинууд и обладават двете деца, живеещи там. В ранни епизоди на Стар Трек: Вояджър (Star Trek: Voyager) - „ Cathexis “, „ Learning Curve “ и „ Persistence of Vision “, виждаме как капитан Катрин Джейнуей разиграва сцени от измислената <i>холоновела</i> "Janeway Lambda one“, която изглежда е базирана на „Примката на призрака“. През 2020 г. Нетфликс адаптира новелата под заглавието „Призрачното имение Блай“ (The Haunting of Bly Manor) за втория сезон на сериала на Майк Фланаган „Призрачни обладавания".
|  | Тази страница частично или изцяло представлява превод на страницата The Turn of the Screw в Уикипедия на английски. Оригиналният текст, както и този превод, са защитени от Лиценза „Криейтив Комънс – Признание – Споделяне на споделеното“, а за съдържание, създадено преди юни 2009 година – от Лиценза за свободна документация на ГНУ. Прегледайте историята на редакциите на оригиналната страница, както и на преводната страница, за да видите списъка на съавторите. ВАЖНО: Този шаблон се отнася единствено до авторските права върху съдържанието на статията. Добавянето му не отменя изискването да се посочват конкретни източници на твърденията, които да бъдат благонадеждни. |